# Chausey

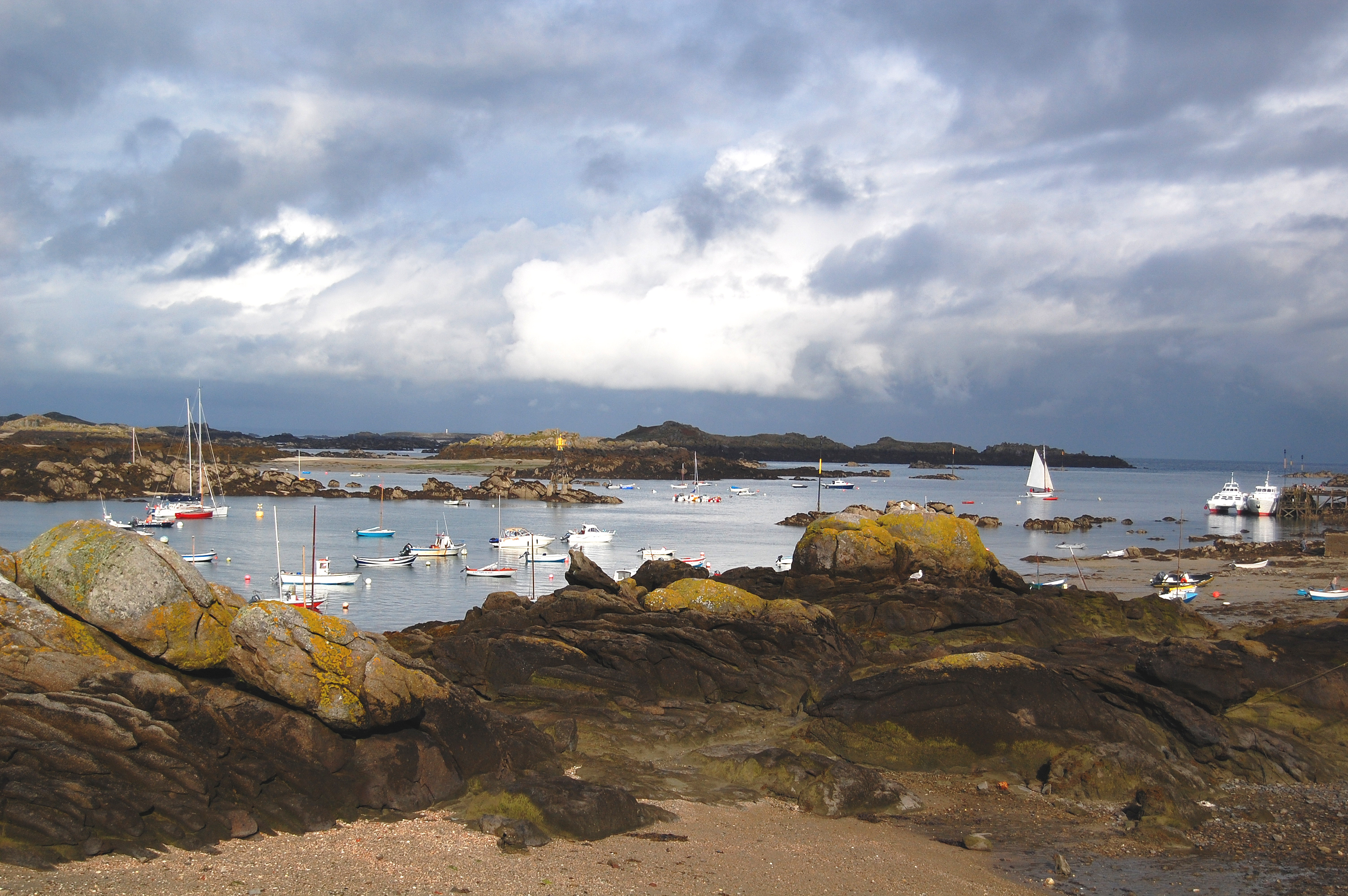
Chausey

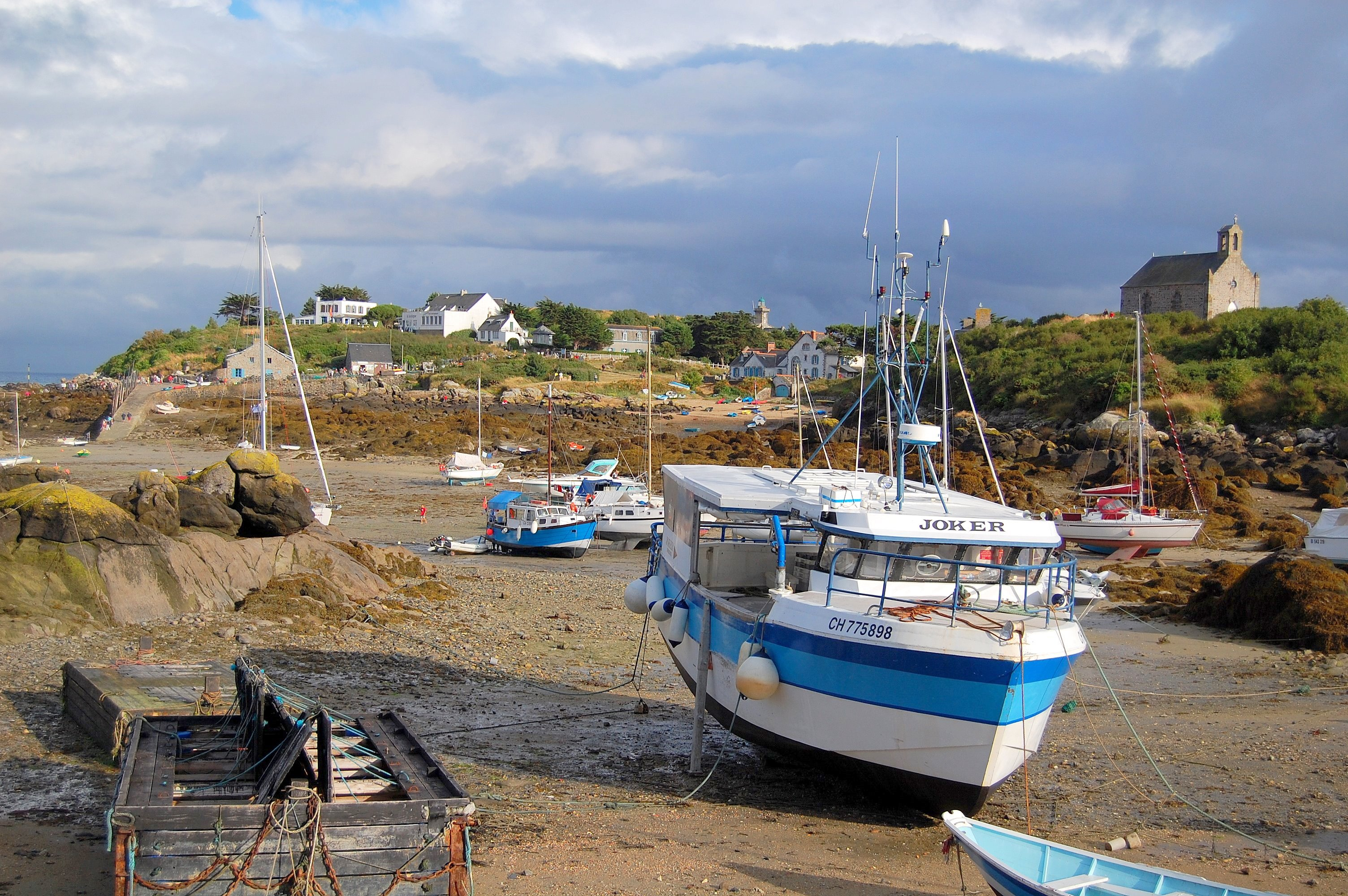
Vista de l'est de la Grande Île amb l'hôtel i l'església.

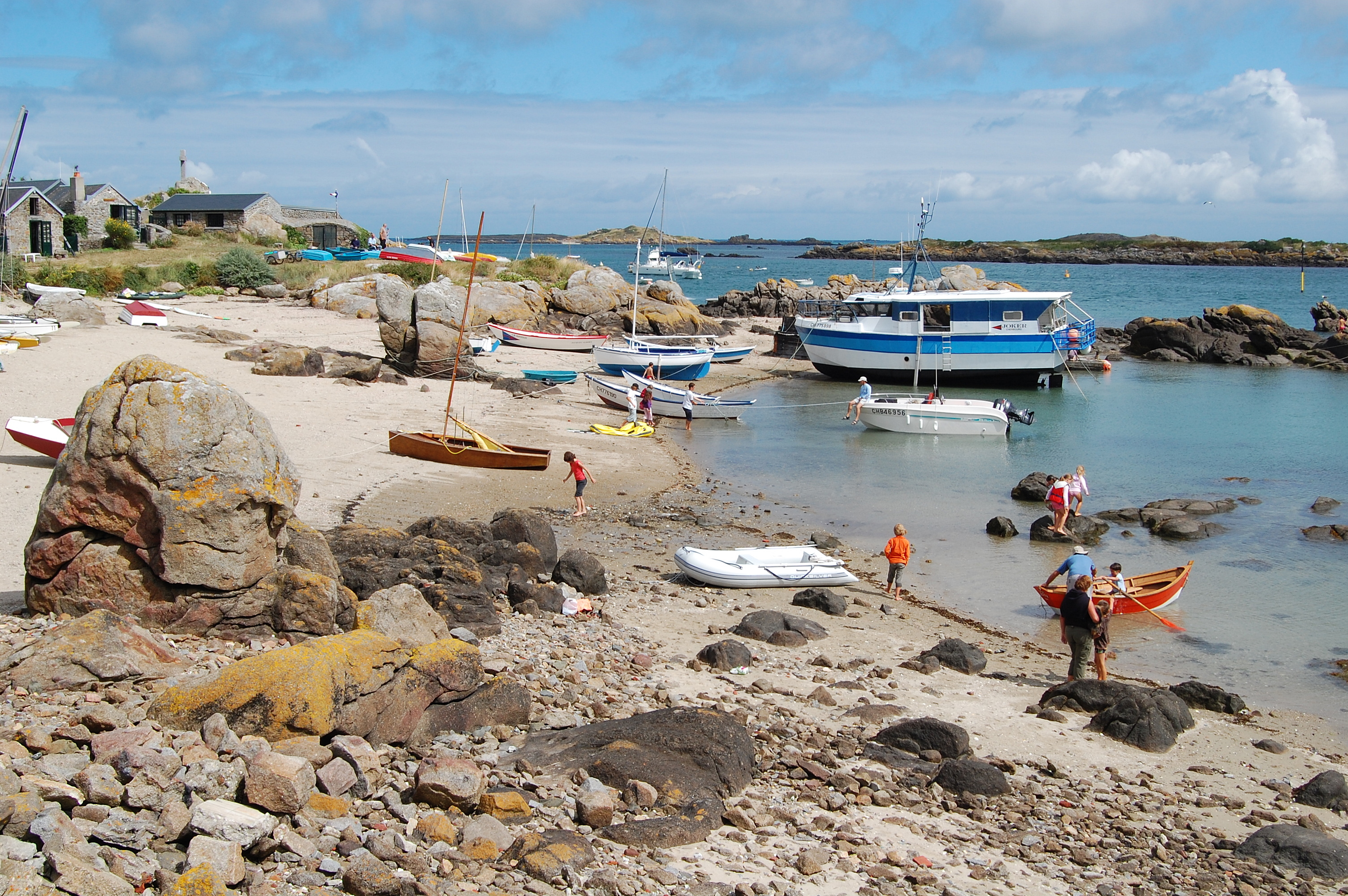
La platja de l'est de la Grande Île

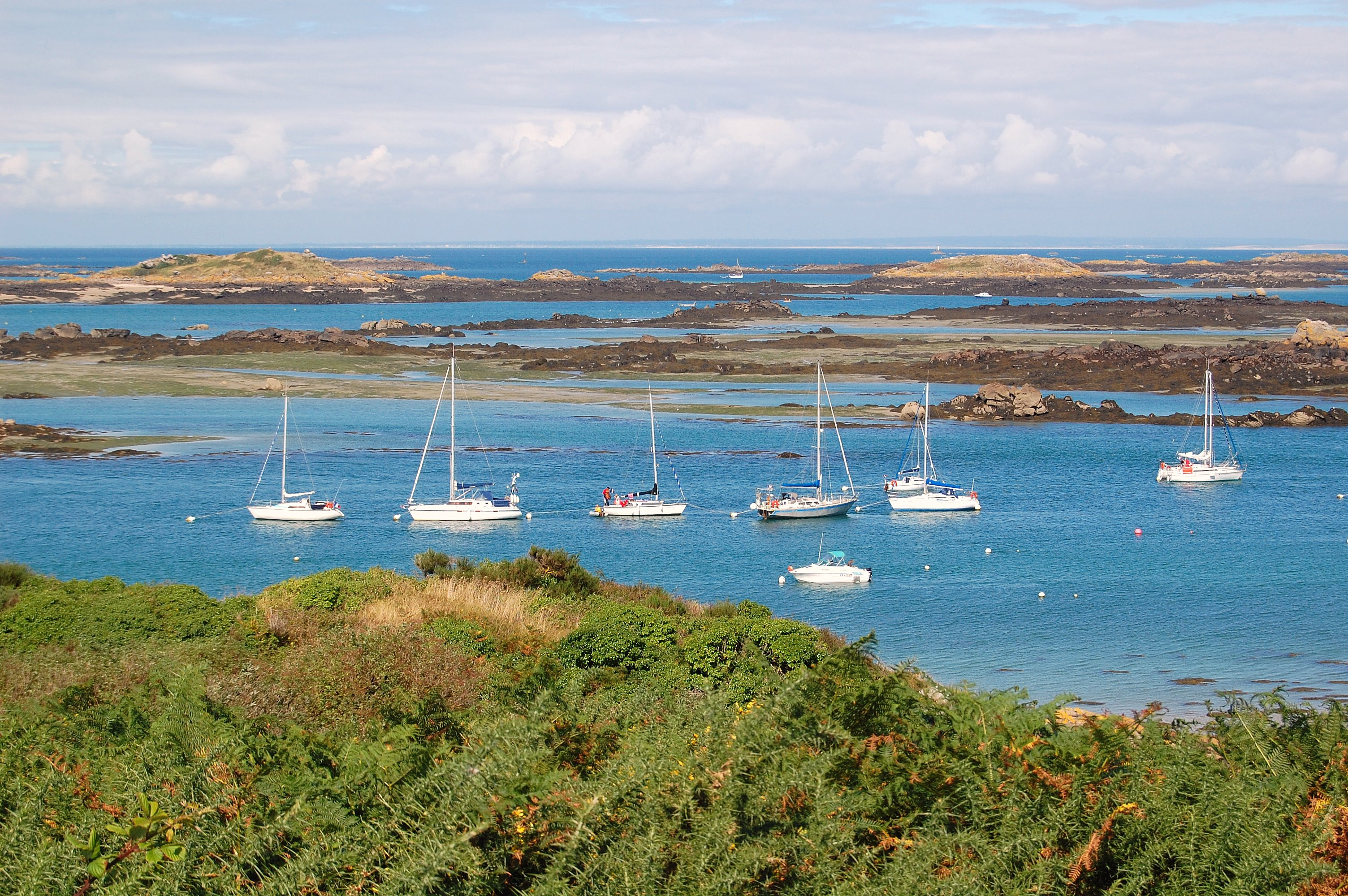
Estret del nord

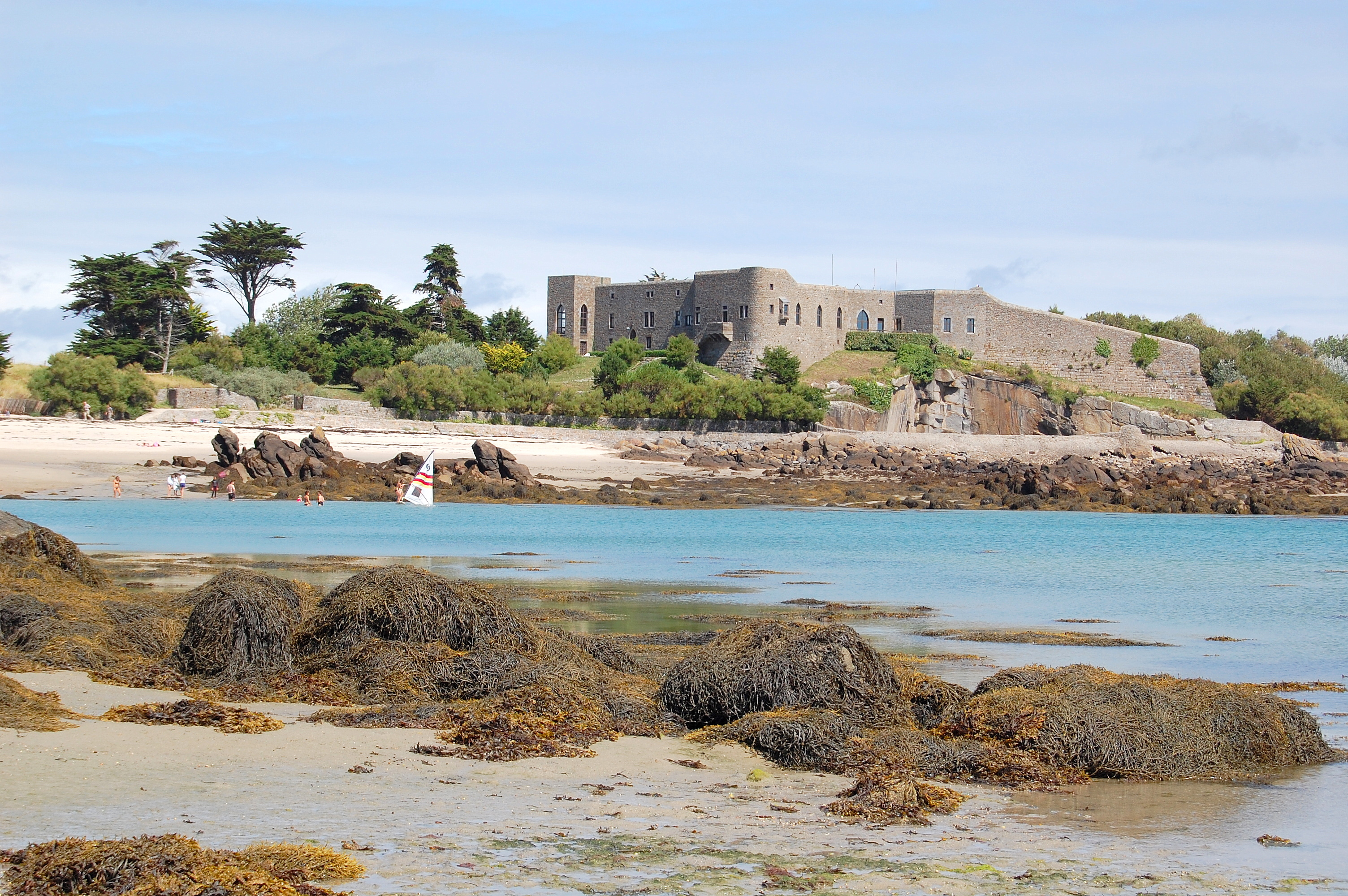
Le fort

Chausey és un arxipèlag normand situat al llarg de la badia del Mont Saint-Michel a 17 km de la ciutat de Granville a la qual està unit des del punt de vista administratiu. L'arxipèlag s'inscriu dins un rectangle d'uns 6,5 km d'ample i 12 km de llargada i consta de 52 illes amb una superfície total de 6,5 km² on només la Grande-Île, té una població permanent de 30 persones. L'arxipèlag està caracteritzat per l'alçada important de les seves marees que poden arribar als 14 metres. El seu granit és de molta qualitat i donava ocupació a 500 obrers al segle xix.
De fet Chausey designa a la vegada l'arxipèlag i la Grande Île.

## Illes principals
- Grande île, 45 hectàrees
- La Genétaie, 1,82 ha
- La Meule, 1,38 ha
- La Houllée, 0,86 ha
- L'île aux Oiseaux, 0,62 ha
- Grand Epail, 0,29 ha

## Història
Chausey durant molt de temps va ser objecte de les rivalitats entre anglesos i francesos Contràriament a les veïnes illes Anglonormandes (Îles Anglo-Normandes), aquest arxipèlag és francès des de fa segles. Va ser lloc de pirateria i contraban.
Segons la llegenda de la forêt de Scissy, una marea hauria, l'any 709, separat aquestes illes com les Mont-Dol i Tombelaine, del continent.
El 1022, Ricard II de Normandia va donar Chausey i la baronia de Saint-Pair-sur-Mer als religiosos de l'Abadia del Mont-Saint-Michel els quals construïren a la Grande Île un priorat benedictí proper a l'actual Ferme.
Calsoi, que era el nom primitiu de Chausey, apareix aleshores per primera vegada.
El seu granit va servir, entre altres per construir l'Abadia del Mont-Saint-Michel i per reconstruir Saint-Malo, pavimentar París, etc.

## Economia
Actualment està basada en el turisme però també en la pesca incloent musclos i ostres cultivats. Hi ha l'Hôtel du Fort et des Îles i un restaurant amb una explotació agrícola de vaques.